# Stazione di Roveredo
La stazione di Roveredo era una stazione ferroviaria posta lungo la ex linea ferroviaria a scartamento ridotto Bellinzona-Mesocco chiusa nel 1972, era a servizio del comune di Roveredo.

## Storia
La stazione fu aperta il 6 maggio 1907, della prima tratta da Bellinzona a Lostallo per il completamento della linea Bellinzona-Mesocco e chiusa il 27 maggio 1972 al traffico viaggiatori. Dal 1995 venne riattivata insieme alla tratta fra Castione e Cama al traffico turistico e dismessa definitivamente il 27 ottobre 2013. Da questa stazione si staccava il ramo della Forestia Forestale del Monte Laura. Di questa linea sopravvivono ancora alcuni ponti, una galleria e la stazione, ormai albergo, Laura.

## Strutture ed impianti
Era costituita da un fabbricato viaggiatori e due binari. Non rimane traccia del fabbricato perché venne demolito nel 1970 per fare spazio all'autostrada A13 mentre i due binari sono stati smantellati.